# Irene Espinosa Cantellano
Irene Espinosa Cantellano es una economista, funcionaria hacendaria y banquera central mexicana. De 2009 a 2018 se desempeñó como Tesorera de la Federación durante las administraciones del presidente Felipe Calderón Hinojosa y el presidente Enrique Peña Nieto.
En enero de 2018, fue designada como miembro de la Junta de Gobierno del Banco de México, como subgobernadora; convirtiéndose en la primera mujer en ocupar este cargo dentro del banco central.

## Educación
Estudió una licenciatura en economía en el Instituto Tecnológico Autónomo de México (ITAM) entre 1984 y 1989. Obtuvo su título mediante el trabajo de tesis «La intervención del sector público en la economía mexicana 1934-1990» en 1991. Más tarde, completó una Especialidad en preparación y evaluación de proyectos en el mismo instituto entre 1996 y 1997. Posteriormente, obtuvo una Maestría en políticas públicas en el ITAM entre 1999 y 2000. Para titularse, hizo la tesis «La evaluación social de proyectos como una herramienta de decisión: estudio de caso del Proyecto Azinyahualco de agua potable en la ciudad de Chilpancingo, Guerrero» y se tituló en 2001. Al finalizar su maestría, se le otorgó el premio a la excelencia académica Miguel Palacios Macedo por su destacado desempeño en sus estudios y por la calidad de su tesis.

## Trayectoria
Inició su carrera profesional en 1988 como investigadora en el Centro de Estudios Económicos del Banco Nacional de México (Banamex). De 1991 a 1994 se desempeñó como Subdirectora de Asuntos Internacionales en el Consejo Nacional para la Ciencia y la Tecnología (CONACYT). De 1997 a 2000, fue Coordinadora del Centro de Evaluación Socioeconómica de Proyectos en el ITAM. Durante ese mismo periodo, fue profesora en el ITAM, donde impartió diversos cursos tanto en la licenciatura en Economía como en la Maestría en Políticas Públicas. 
En el ámbito internacional, en 2001 fue nombrada por el entonces Secretario de Hacienda Francisco Gil Díaz, como Consejera Principal de la Oficina del Director Ejecutivo por México y República Dominicana, del Banco Interamericano de Desarrollo con sede en Washington D. C., puesto en el que se desempeñó durante 6 años. 
En 2007, el Secretario de Hacienda Agustín Carstens la invita a incorporarse a la Tesorería de la Federación como Coordinadora de Asesores de la entonces Tesorera de la Federación; posteriormente, asumió el cargo de Subtesorera de Operación hasta abril de 2009, año en que fue nombrada como Titular de la Tesorería de la Federación . A partir de enero de 2018, fue designada como miembro de la Junta de Gobierno del Banco de México, como subgobernadora. Se desempeña también como Vicepresidenta de la Federación de Colegios de Economistas de la República Mexicana (FCERM) y Vicepresidenta de la Asociación de Exalumnos del ITAM (ExITAM).

### Durante su gestión como tesorera
Dentro de sus logros más relevantes como Tesorera destacan: el diseño e implementación de la Cuenta Única de Tesorería como una mejor práctica reconocida internacionalmente, la certificación por primera vez de los procesos sustantivos de la Tesorería bajo la norma ISO 9001:2008, la elaboración e implementación de la nueva Ley de Tesorería de la Federación, la cual sustituyó a la Ley del Servicio de Tesorería de la Federación de 1985.  Siendo Tesorera de la Federación, participó con 17 tesorerías de América Latina para conformar el Foro de Tesorerías Gubernamentales de América Latina (FOTEGAL), el cual se formalizó en marzo de 2011 en la Ciudad de México. Fue nombrada como la primera presidenta de dicho Foro para el periodo 2011-2012. El FOTEGAL ha continuado y se ha constituido como referente de tesorerías nacionales para el intercambio de experiencias y mejores prácticas en la materia.

### Áreas de interés
Dentro de sus actividades extracurriculares y convencida del beneficio que representa la participación de las mujeres en la economía, se ha involucrado en acciones para promover e incrementar el porcentaje de mujeres en espacios de liderazgo y toma de decisión. Es por ello que en marzo de 2016 fue nombrada Coordinadora de la Comisión de Mujeres Líderes por una Economía Incluyente (MULEI), la cual pertenece a la Federación de Colegios de Economistas de la República Mexicana. Desde junio de 2018 es integrante del Consejo de Estabilidad del Sistema Financiero (CESF), instancia de evaluación, análisis y coordinación de autoridades en materia financiera. Desde 2020 funge como integrante del Comité de Finanzas Sostenibles dentro del CESF.

## Reconocimientos
- En 2011 la Cámara de Senadores, a través de la Comisión de Equidad y Género, se le otorga el reconocimiento como la Mujer del Año, por su destacada trayectoria y aporte al desarrollo del país.
- En 2016 recibe por parte del diario El Universal. el reconocimiento como una de las 100 mujeres líderes en México.
- En 2016 recibe por el Instituto Tecnológico Autónomo de México (ITAM), el reconocimiento al “Mérito Profesional”, por su desempeño sobresaliente en el sector público.
- En 2019 la Revista Forbes le otorgó el reconocimiento como una de las 100 mujeres más poderosas de México en 2019 por su destacada trayectoria profesional, así como por ser un ejemplo a seguir para las futuras generaciones de mujeres líderes.